# Kalînivka, Luhînî
Kalînivka (în ucraineană Калинівка) este localitatea de reședință a comunei Kalînivka din raionul Luhînî, regiunea Jîtomîr, Ucraina.

## Demografie
Componența lingvistică a localității Kalînivka
     Ucraineană (99,85%)
     Alte limbi (0,15%)
Conform recensământului din 2001, majoritatea populației localității Kalînivka era vorbitoare de ucraineană (99,85%), existând în minoritate și vorbitori de alte limbi.